# Bob Rensberger
Robert Lamar "Bob" Rensberger (nacido el 7 de marzo de 1921 en Nappanee, Indiana y fallecido el 6 de septiembre de 2007 en Bremen, Indiana) fue un jugador de baloncesto estadounidense que disputó una temporada en la BAA, y otra más en la NBL. Con 1,88 metros de estatura, jugaba en la posición de alero.

## Trayectoria deportiva

### Universidad
Jugó durante tres temporadas con los Fighting Irish de la Universidad de Notre Dame, siendo junto a Bill Davis y Bob Faught los primeros jugadores de dicha institución en llegar a jugar en la BAA o la NBA. En 1943 fue incluido en el segundo equipo consensuado del All-American. En total promedió 6,4 puntos por partido.

### Profesional
En 1945 fichó por los Chicago American Gears de la NBL, promediando en su primer año 0,9 puntos por partido. Al año siguiente fichó por los Chicago Stags de la BAA, disputando únicamente tres partidos, en los que no consiguió anotar ningún punto.

#### Estadísticas en la BAA

##### Temporada regular
| Temporada | Edad | Equipo        | Liga | Pos. | P | TIT | MIN | TC  | TCA | %TC  | 3P | 3PA | %3P | TL  | TLA | %TL | R.OF. | R.DEF. | REB | ASIS | ROB | TAP | PER | FP  | PTS |
| 1946-47   | 25   | Chicago Stags | BAA  |      | 3 |     |     | 0.0 | 2.3 | .000 |    |     |     | 0.0 | 0.0 |     |       |        |     | 0.0  |     |     |     | 1.3 | 0.0 |
| Total     |      |               | BAA  |      | 3 |     |     | 0.0 | 2.3 | .000 |    |     |     | 0.0 | 0.0 |     |       |        |     | 0.0  |     |     |     | 1.3 | 0.0 |